# Гонци, Лоренс
Лоренс Гонци (англ. Lawrence Gonzi; род. 1 июля 1953, Валлетта) — мальтийский государственный и политический деятель.

## Ранняя биография
В 1975 году окончил юридический факультет Мальтийского университета. Работал в частной юридической фирме. Активно участвовал в движении в защиту прав инвалидов. Был председателем Национальной комиссии по делам лиц с ограниченными возможностями в 1987—1994 годах.

## Политическая карьера
С 1988 года депутат парламента от Националистической партии. Был председателем Палаты представителей Мальты в 1988—1996 годах. После поражения националистической партии на выборах 1996 года был избран парламентским секретарём фракции, а в следующем году — генеральным секретарём партии. После того, как в 1998 году его партия вернулась к власти, получил в правительстве Эдварда Фенек Адами портфель министра социальной политики. В 2003 году его обязанности были расширены и к портфелю министра он получил должность заместителя премьер-министра.

## Премьер-министр
Стал премьер-министром Мальты в марте 2004 года, после того, как многолетний глава правительства Фенек Адами был избран президентом страны. В годы руководства Гонци правительством Мальта вошла в апреле 2004 года в состав ЕС, и успешно присоединилась к еврозоне 1 января 2008 года.
В 2008 году Гонци привёл партию к победе на очередных парламентских выборах и вновь сформировал кабинет. Второе правительство Гонци пало 10 декабря 2012 года после того, как в ходе голосования в парламенте за бюджет страны потеряло большинство. Лоренс Гонци вынужден был объявить о роспуске палаты депутатов и проведении в марте 2013 года новых выборов.
Выборы 9 марта 2013 года принесли поражение и после 15 лет пребывания во власти Националистическая партия ушла в оппозицию. На посту премьер-министра страны его сменил один из самых молодых руководителей глав государств и правительств в мире Джозеф Мускат.

## Награды
Награды Мальты
| Страна | Дата            | Награда                                      | Награда                                      | Литеры   |
| ------ | --------------- | -------------------------------------------- | -------------------------------------------- | -------- |
| Мальта | 23 марта 2004 — | Компаньон Почёта Национального ордена Заслуг | Компаньон Почёта Национального ордена Заслуг | K.U.O.M. |

Награды иностранных государств
| Страна         | Дата вручения     | Награда                                              | Награда                                              | Литеры |
| -------------- | ----------------- | ---------------------------------------------------- | ---------------------------------------------------- | ------ |
| Великобритания | 2004 —            | Рыцарь-командор ордена Британской империи            | Рыцарь-командор ордена Британской империи            |        |
| Венгрия        | 2007 —            | Кавалер Большого креста ордена Заслуг                | Кавалер Большого креста ордена Заслуг                |        |
| Болгария       | 27 октября 2008 — | Орден «Стара-планина» I степени                      | Орден «Стара-планина» I степени                      |        |
| Испания        | 20 ноября 2009 —  | Кавалер Большого креста ордена Изабеллы Католической | Кавалер Большого креста ордена Изабеллы Католической |        |